# De Magiër

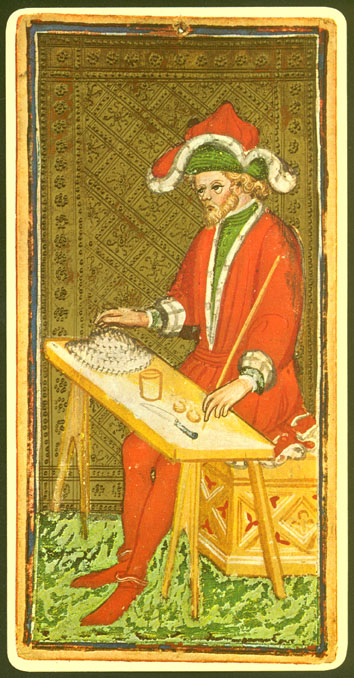
De Magiër in de Visconti-Sforza tarot, 15e eeuw

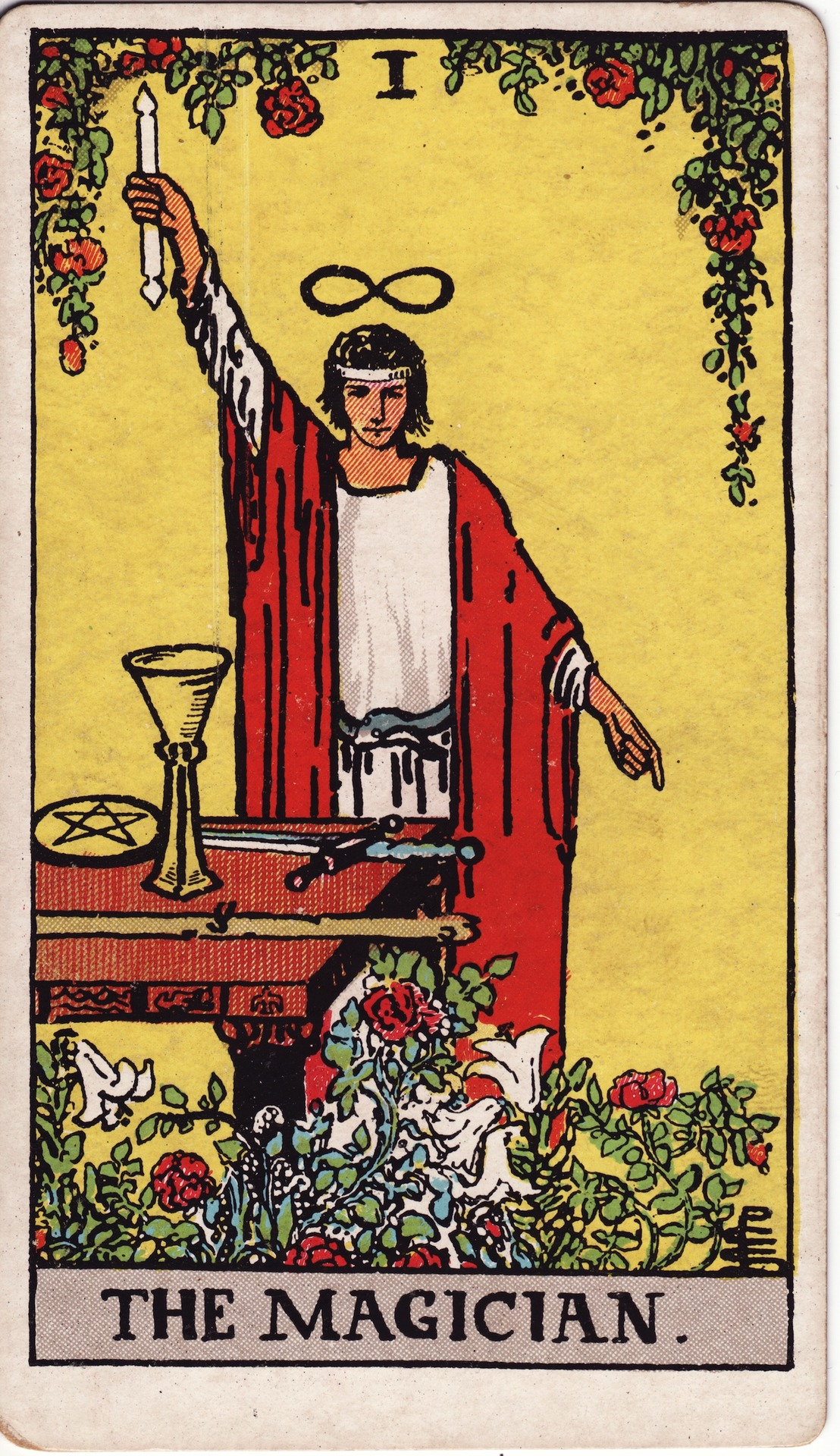
The Magician in de tarot van Waite

De Magiër of Le Bateleur is een van de 22 troeven uit de Grote Arcana van het tarotspel. Bij vergelijking van dezelfde kaart in de Rider-Waite Tarot en die van de oudere Tarot de Marseille vallen iconografische verschillen op.

## Correspondenties
- Archetype: de tovenaar[1]
- Letter: Alef = A[1]
- Getal: 1[1]
- Traditionele betekenis: meesterschap, macht, zelfverwezenlijking[1]

## Iconografie

### Tarot van Marseille
De figuur zoals uitgebeeld in de Tarot van Marseille is een goochelaar of charlatan die op de markt zijn kunstjes vertoont. De naam op de Franse kaart is 'Le Bateleur', en ook Italiaanse kaarten noemen hem Il Bagatto of Il Bagatello; zo speelt hij op de tarot van Bonifacio Bembo met ballen en bekers. De objecten waarmee hij speelt zijn: een stok (vuur), een muntstuk (aarde) , een beker (water) en een zwaard (lucht). De tafel zelf symboliseert de materiële wereld, de stok in zijn hand lijkt op een toverstaf waarmee hij 'hoger' wijst. Le Bateleur is een nog jonge man die met vele dingen tegelijk bezig is en nog niet goed weet wat hij wil.

### Tarot van Waite
De hoed in de vorm van een acht die hij draagt lijkt in de Rider-Waite tarot van Arthur Edward Waite veranderd te zijn in een lemniscaat. De connotatie met een goochelaar die wat kunstjes verkoopt is in deze esoterische versie (geïnitieerd door Oswald Wirth) gewijzigd; de figuur is een magiër geworden.
- beschrijving van Waite:  Een jongeling in het gewaad van de magiër, die eruitziet als een goddelijke Apollo, lachend van zelfvertrouwen, met stralende ogen. Boven zijn hoofd het mysterieuze teken van de Heilige Geest, het teken van het leven. Het lijkt op een eindeloos koord in de vorm van een 8 in horizontale positie (het oneindigheidsteken). Rond zijn middel draagt hij een slangengordel: de slang lijkt haar eigen staart te verzwelgen. Dit is een vertrouwd conventioneel symbool van de eeuwigheid en van geestelijke vervulling. De rechterhand van de Magiër steekt een staf in de hoogte, terwijl hij met zijn linkerhand naar de aarde wijst. Dit dualistische teken is in hoge graden van de rituele Mysteriën gekend: het toont de afdaling van gratie, deugd en licht, van dingen boven die worden afgeleid naar dingen beneden. De afbeelding suggereert ons het bezit en de communicatie van krachten en vermogens van de Geest. Op de tafel voor de Magiër zien we de symbolen van de vier tarotkleuren.[2] Zij staan voor de elementen van het natuurlijk leven, die voor de adept uitgestald liggen. Hij kan ze wanneer hij wil gebruiken. Onderaan groeien rozen en lelies, de "flos campi" en "lilium convallium" die veranderd zijn in tuinbloemen om de cultivatie van het streven te demonstreren. Deze kaart symboliseert het goddelijke motief in de mens die zich bevrijdt uit zijn vereniging met dat wat boven is. Zij draagt ook de betekenis van individueel bestaan op alle niveaus, en in een zeer hoge betekenis is het het denken zelf, in de bevestiging daarvan. In verband met wat ik tevoren het levensteken heb genoemd en zijn verbinding met het getal 8, kunnen we hier opmerken dat de christelijke gnostici spreken over de wedergeboorte van Christus als een verandering “in de Ogdoad.” Het mystieke getal wordt “Jeruzalem Boven” genoemd, het land bevloeid door melk en honing, de Heilige Geest en het land van God. Volgens het martinisme is 8 het getal van Christus.[3]
- symboliek: De bloementuin = het onbewuste. Rode rozen en witte lelies = goddelijke liefde en zielsreinheid. Als ceintuur de slang die in zijn eigen staart bijt (Ouroboros = eeuwigheid en goddelijke voleinding).